# Syringin
Syringin ist ein Naturstoff, der im Gemeinen Flieder (Syringa vulgaris) vorkommt und erstmals im Jahre 1841 isoliert wurde.

## Geschichte und Vorkommen

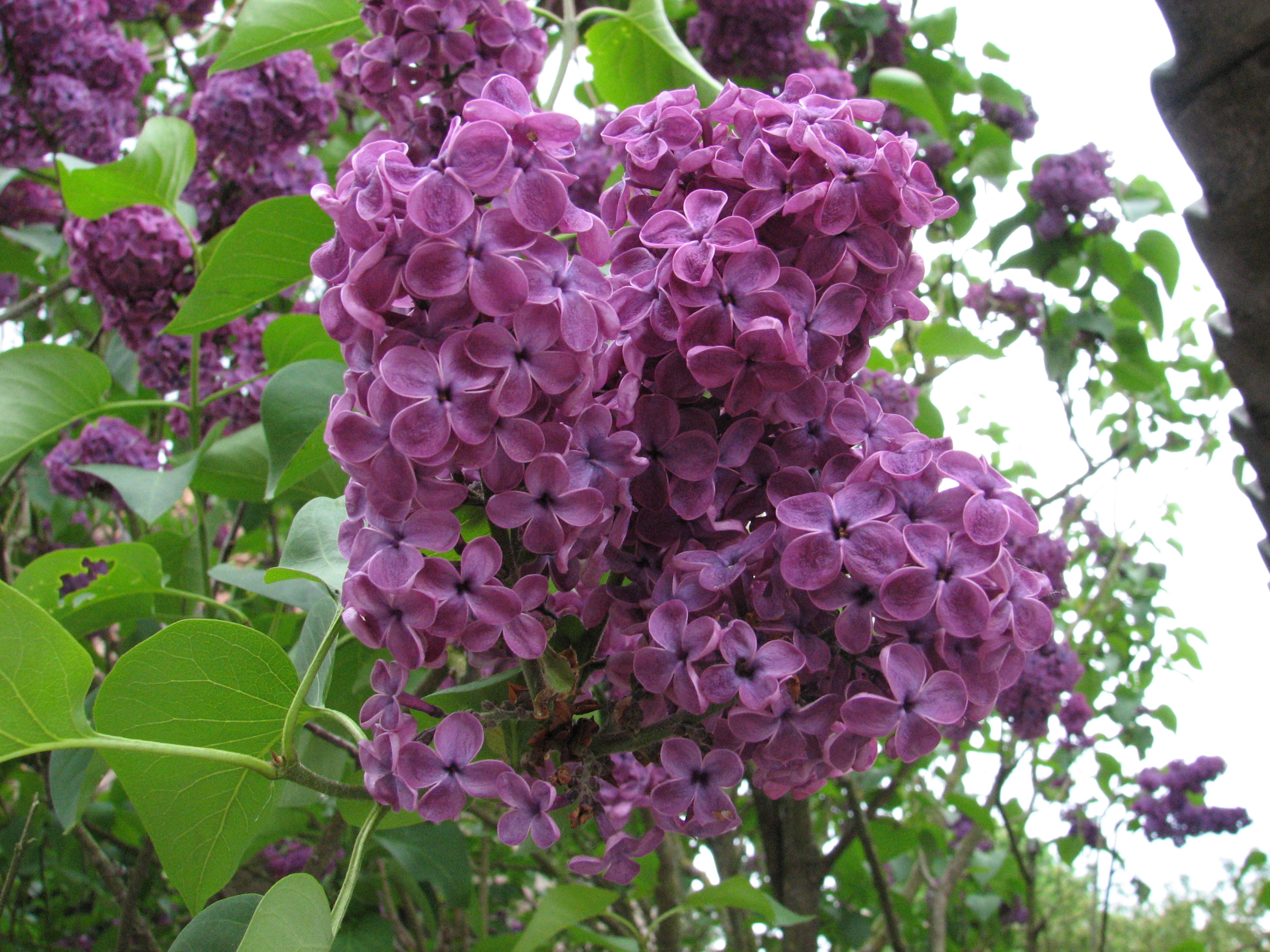
Nahansicht eines Gemeinen Flieders

Aus der Rinde des Gemeinen Flieders isolierte Alphons Meillet einen Stoff, den er in Anlehnung an die violette Farbe der Blüten Lilacin nannte. Franz J. Bernays isolierte den Stoff aus Blättern und grünen Zweigen der gleichen Pflanze und nannte ihn in Anlehnung an den lateinischen Namen Syringin. Es wird auch als Eleutherosid B im Sibirischen Ginseng (Eleutherococcus senticosus) gefunden.

## Eigenschaften
Syringin bildet farblose, nadelförmige Kristalle, die bei 192 °C schmelzen. Chemisch gesehen handelt es sich um das Glycosid mit Sinapylalkohol als Aglycon und Glucose. Strukturell und namentlich leiten sich davon ab: Syringol, Syringaalkohol, Syringaaldehyd, Syringasäure und Acetosyringon, strukturell außerdem: Sinapylalkohol, Sinapinaldehyd und Sinapinsäure.
Syringin senkt die Glucosekonzentration im Blut von Ratten, in denen vorher eine Zuckerkrankheit durch Streptozocin ausgelöst wurde.